# Scythropochroa samoana
Scythropochroa samoana är en tvåvingeart som beskrevs av Edwards 1928. Scythropochroa samoana ingår i släktet Scythropochroa och familjen sorgmyggor. Inga underarter finns listade i Catalogue of Life.